# Automobilisme

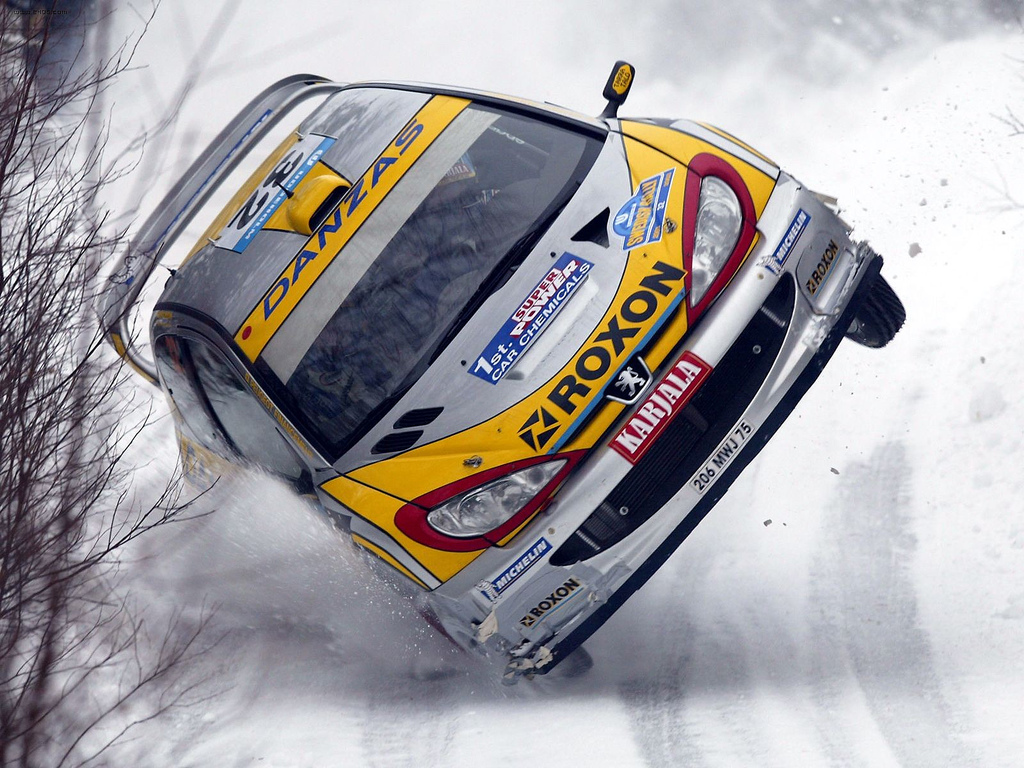
Imatge d'una cursa de Ral·li

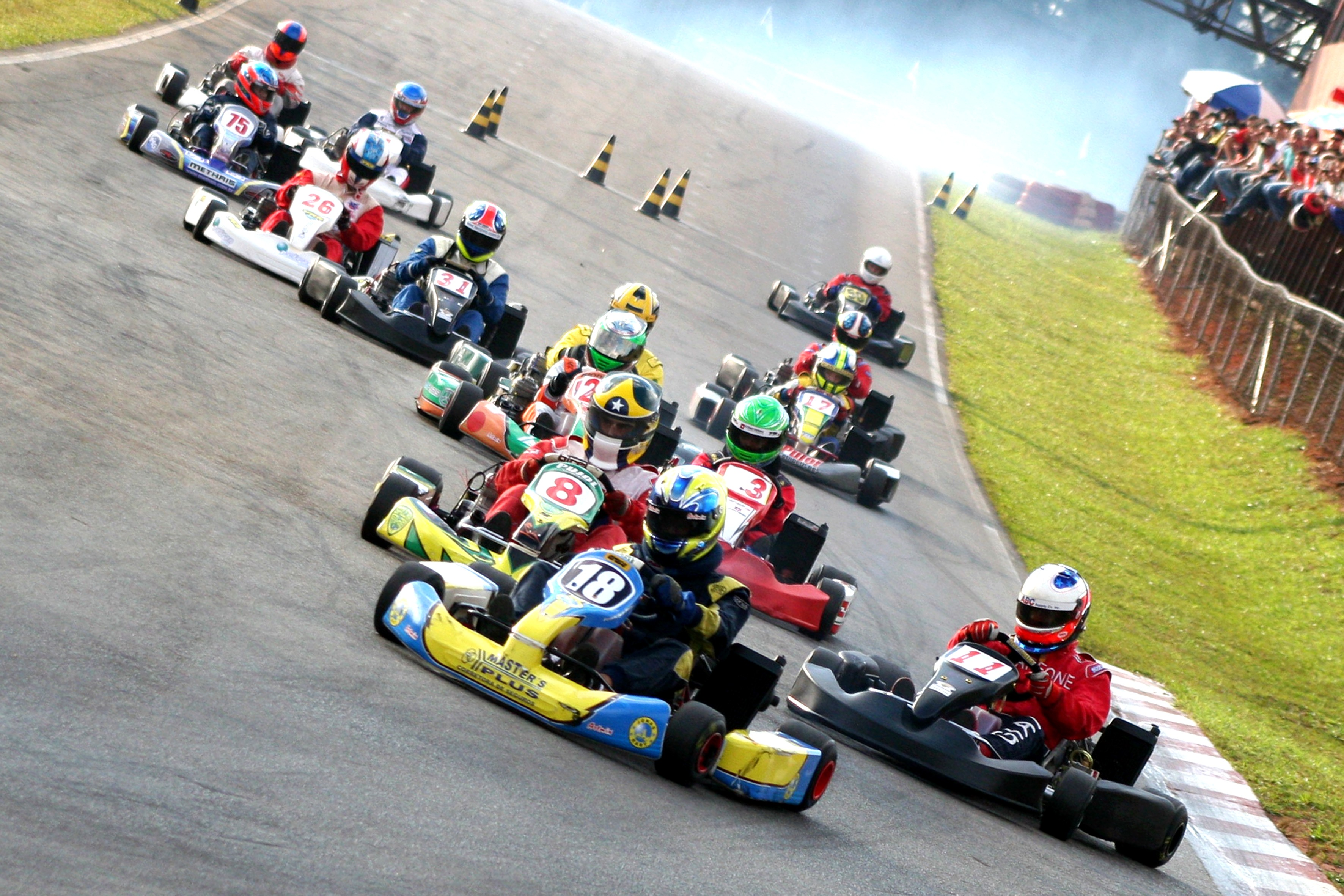
Imatge d'una cursa de Kàrting.

L'automobilisme és un terme que es refereix a la utilització l'automòbil en competicions esportives en què els pilots competeixen segons les normes establertes pels reglaments dels diferents tipus de fórmules i categories en circuits, en carreteres o pistes.
L'automobilisme és un dels esports més populars del món i algunes competicions, com per exemple la Fórmula 1 a Europa o la NASCAR als Estats Units, tenen més seguidors que molts altres esports. La quantitat de persones involucrades en el desenvolupament d'aquest esport és molt elevat. A més dels esportistes hi participen activament empreses, fabricants, enginyers i patrocinadors. Les millores en les diverses tecnologies emprades en motors, aerodinàmica, suspensió i pneumàtics, a més de millorar els automòbils de les curses són utilitzades posteriorment en el món de la indústria de l'automoció.
La Federació Internacional de l'Automòbil (FIA) és l'associació encarregada d'organitzar i dirigir l'automobilisme mundial.

## Història

### Inicis

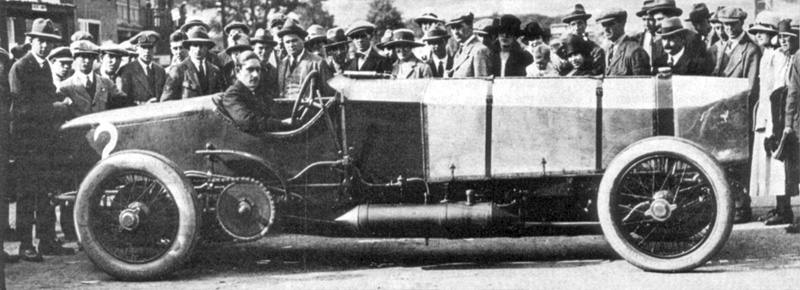
El comte Zborowski a Brooklands

Les curses d'automòbils començaren tot just després que es construïssin els primers cotxes de benzina. L'automobilisme va néixer a França. La primera competició mai organitzada fou disputada el 28 d'abril de 1887. Fou organitzada per l'editor cap de la publicació parisenca Le Vélocipède Monsieur Fossier, i consistí en una cursa de 2 quilòmetres entre el pont de Neuilly i Bois de Boulogne. Fou guanyada per Georges Bouton, en un cotxe que havia construït amb Albert, Comte de Dion, però com fou l'únic competidor que aparegué es fa difícil d'anomenar-la cursa. El 22 de juliol de 1894 fou organitzada per la revista, també parisenca, Le Petit Journal la primera cursa vertadera entre París i Rouen. El Comte de Dion fou el primer a arribar a Rouen amb el seu cotxe de vapor, però Panhard i Levassor fou declarat vencedor.
El 1895, un any més tard, es va celebrar la primera cursa real de la història que va fer el recorregut París - Bordeus - París. El primer a la línia d'arribada fou Émile Levassor però fou desqualificat perquè el seu cotxe no tenia els quatre seients requerits. El març de 1897 es disputà a Niça la setmana de la velocitat amb diversos tipus de curses, entre elles la primera pujada a un cim (Niça - La Turbie) i la primera cursa d'arrencada o sprint.
Als Estats Units la primera cursa es disputà a Evanston (Illinois) el 28 de novembre de 1895 sobre un recorregut de 87,48 km, que fou guanyada per Frank Duryea en 10 hores i 23 minuts.
A Catalunya l'automobilisme esportiu neix l'any 1906 quan es creà l'Automòbil Club de Barcelona, que el 1910 esdevingué Reial Automòbil Club de Catalunya (RACC). En foren fundadors Enric Cera, Josep Suitas, Joan Ponsa, Joan Reynes, Josep Bertrand, Marcel·lí Jorba i el dibuixant i pintor Ramon Casas. La primera competició fou la Copa Catalunya (1908), organitzada pel RACC en el circuit Sitges-Vallmoll-Vilafranca. Del 1916 al 1920 es disputà la Volta a Catalunya.
Durant aquesta primera època es van estendre i popularitzar les curses sobre carreteres i entre ciutats. No seria fins als primers anys del segle xx que es van començar a disputar curses en circuits tancats. El circuit més antic del món és el Milwaukee Mile a West Allis, a l'estat de Wisconsin als Estats Units on s'han celebrat curses des de 1903. No fou expressament construït per albergar curses de motor, sinó com hipodrom. Tenia un recorregut d'una milla, al voltant d'1,6 quilòmetres.
Entre 1903 i 1914, es construiria un altre circuit a l'illa de Brunots, just al sud de Pittsburgh i al costat del riu Ohio. En aquest circuit, Louis Chevrolet guanyaria un campionat del món d'AAA l'any 1905 i el 1916 l'Universal Films Trophy entre altres trofeus. El 10 de setembre de 1907, Rex Reinersten patiria un accident que li provocaria ferides mortals. Brooklands a Surrey (Anglaterra), va ser el primer circuit construït amb el propósit d'albergar curses de cotxes. Es tractava d'una pista de formigó de 4 quilòmetres i 430 metres (no arribaria a les 3 milles) amb revolts d'alta velocitat. Brooklands va ser també un centre de la indústria de l'aviació, amb Vickers establint una fàbrica i aeròdrom durant la primera Guerra Mundial. El circuit de curses es va tancar el 1939 i es reconvertia en un centre de producció d'avions de l'insdústria de guerra. Els danys causats a la pista durant la Segona Guerra Mundial suposarien que la pista no es tornaria a reobrir mai més. La competició automobilística aniria a poc a poc estenent-se a altres parts de l'Regne Unit. A l'Índia, es va celebrar el 1905 la Motor Union of Western India, que suposava la primera cursa en el continent asiàtic. Es va córrer de Delhi a Mumbai, amb una distància de 810 milles (vora els 1300 quilòmetres) en un intent d'exposar a l'Índia l'automòbil i provar la seva conveniència per a l'ús diari.
El 1906 nasqué la Targa Florio (93 milles per Sicília) i a la ciutat de Le Mans es disputà el primer Gran Premi. 32 pilots competiren en un circuit de 105 km durant dos dies, amb una mitjana de 6 voltes per dia. El primer fou l'hongarès Ferenc Szisz sobre un Renault.
L'any 1909 es construiria el mític circuit d'Indianapolis, on el 1911 nasqueren les 500 milles d'Indianapolis.

### De 1910 a 1950
El 1921 es disputà el segon Gran Premi a Europa a Catalunya, organitzat per Penya Rhin. Aquest mateix any també es disputà un Gran Premi a Itàlia. El 1922 es construí el primer circuit permanent a Europa continental, i tercer al món, a Monza. L'any següent es construí el quart circuit al món a Sitges, l'Autòdrom de Terramar.
L'any 1923, a la ciutat de Le Mans, es disputà per primera vegada les 24 hores de Le Mans. Tot i que encara no es parlava de Campionat del Món, durant aquests anys es disputaren a Europa cada cop més Grans Premis, 5 el 1927, 9 el 1929 i 18 el 1934. El Gran Premi de Mònaco es disputà per primer cop l'any 1929. Les principals marques automobilístiques eren franceses (Bugatti, Delage), italianes (Alfa Romeo, Maserati) i alemanyes (Auto Union, Mercedes-Benz).
El 1935 nasqué el primer Campionat d'Europa d'automobilisme que finalitzà el 1939 en esclatar la Segona Guerra Mundial.

### Des de 1950
A París el 1949, la Federació Internacional (avui FIA) organitzà el primer Campionat del Món de Fórmula 1 per l'any següent. El primer Gran Premi de F1 es disputà al circuit de Silverstone el 13 de maig. El Mundial fou guanyat per Giuseppe Farina amb Alfa Romeo.
El juny de 1955 va tenir lloc l'accident més greu de la història de l'automobilsme durant les 24 Hores de Le Mans, l'anomenat desastre de Le Mans de 1955.
Des del primer campionat de Fórmula 1 de 1950 han estat moltes les competicions automobilístiques aparegudes arreu del món, com la Champ Car World Series el 1979 i la IndyCar Series el 1996 als Estats Units, o competicions menors com les GP2 Series (ex Fórmula 2 i Fórmula 3000) o la Fórmula 3.
El 1973 es disputà el primer Campionat Mundial de Ral·lis per a constructors i el 1977 per a pilots. L'any 1978, per iniciativa de Thierry Sabine nasqué el Ral·li Dakar, inicialment sortint des de París i més tard des de ciutats com Granada, Marsella, Barcelona o Lisboa. L'any 1992 la cursa finalitzà a Ciutat del Cap i els anys 2000 i 2003 a Egipte. Després de la seva suspensió l'any 2008 per motius de seguretat, el 2009 es disputà a l'Argentina i Xile.
La NASCAR, una de les competicions més populars dels Estats Units data de l'any 1949.

## Circuits i pistes

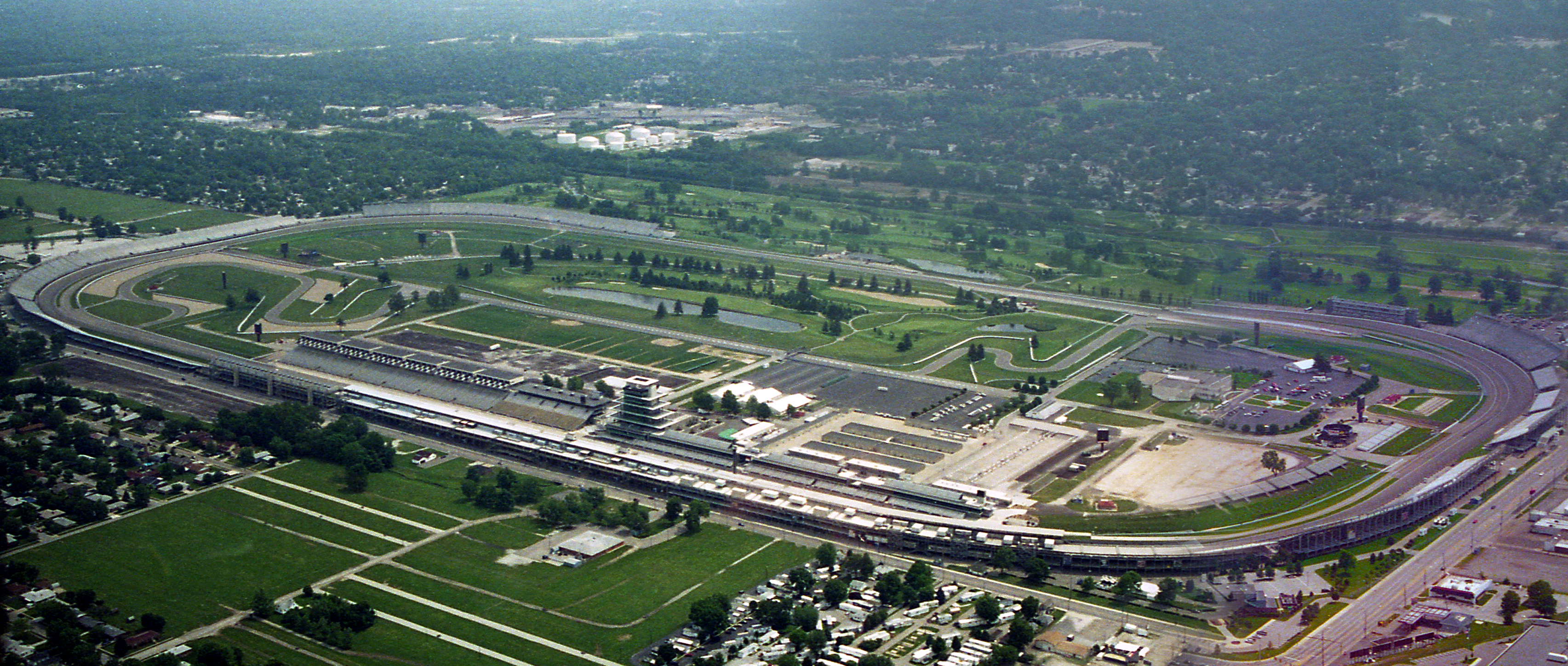
Circuit Oval d'Indianapolis.

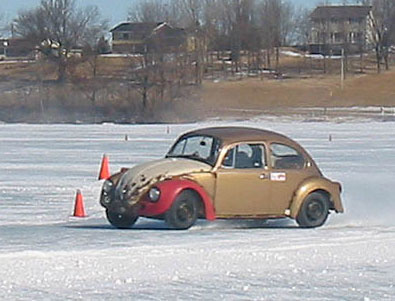
Un Volkswagen en un circuit de gel.

Les proves automobilístiques es disputen en diversos tipus de traçats. Les competicions de monoplaces, prototips, turismes, dragsters, ral·licròs o autocròs, entre d'altres, s'acostumen a disputar en circuits. Els ral·lis es disputen en carreteres i els ral·li raids acostumen a disputar-se en pistes o zones accidentades fora de carreteres (camp a través).
Un circuit de motor és un camí tancat que els automòbils acostumen a recórrer de forma circular diversos cops, amb l'objectiu de donar el major nombre de voltes en un temps determinat o un nombre de voltes concret el menor temps possible. Els circuits poden ser d'asfalt, de terra o fins i tot de gel, segons la modalitat esportiva. Els circuits es poden dividir en:
- Segons la disponibilitat del circuit:
  - Circuits permanents: Són circuits construïts específicament per la pràctica dels esports de motor. Un exemple és el Circuit de Catalunya.
  - Circuits urbans o temporals: Són circuits que utilitzen carrers o carreteres d'ús públic i que puntualment es tanquen per a disputar-hi competicions de motor. Un exemple és el Circuit de Mònaco.
- Segons la forma del circuit:
  - Circuits ovals: És un circuit amb només quatre corbes en el mateix sentit. Són habituals als Estats Units. Un exemple és el Circuit d'Indianapolis.
  - Circuits tradicionals: Són els més habituals, amb rectes i diverses corbes tant a dreta com esquerra de diferents longituds. Un exemple és el Circuit d'Estoril.

Les curses disputades en carreteres, com els ral·lis, poden ser sobre asfalt o sobre terra. Les carreteres públiques es tanquen al trànsit quan es disputa la competició.

## Disciplines automobilístiques

### Monoplaces

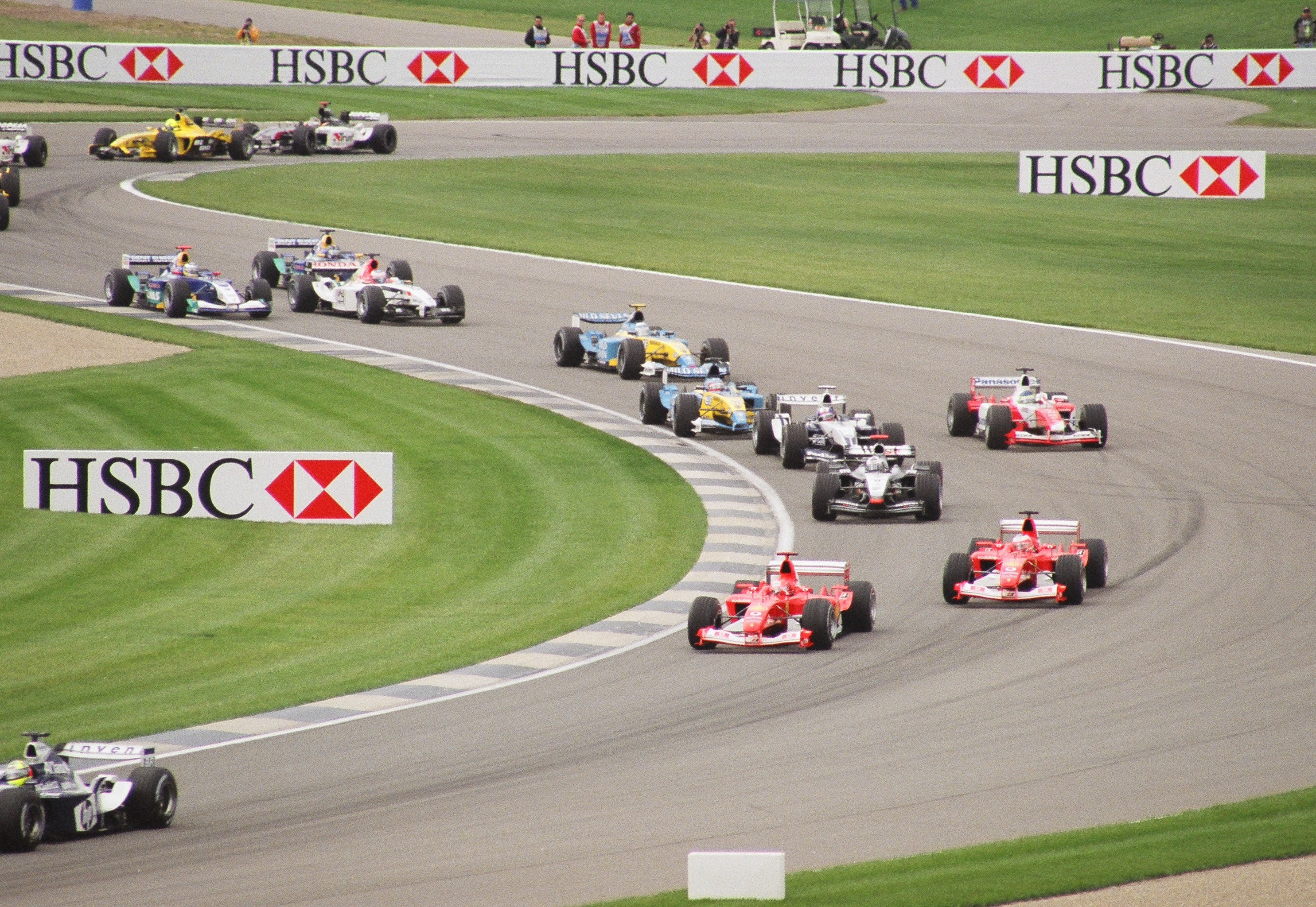
Cursa de Fórmula 1 al Gran Premi dels Estats Units del 2003 disputat al circuit d'Indianapolis

Els monoplaces (anomenats en anglès single-seater o open-wheel) són una de les formes més populars de l'automobilisme. Els vehicles són dissenyats especialment per a competicions de curses d'alta velocitat. Duen alerons i pneumàtics amples per a adherir-se al sòl el màxim possible, i les rodes no estan cobertes (d'aquí el nom anglès d'open-wheel, en català "roda oberta"). Són vehicles molt baixos, car ronden el metre d'altura, i hi ha solament lloc per a una persona (d'aquí el nom de monoplaça). A Europa i Àsia aquests vehicles solen ser anomenats Fórmula, i les competicions solen afegir un numèric en funció de la categoria, per exemple Fórmula 1. A Amèrica del Nord aquesta terminologia no se segueix (amb excepció de la F1). Algunes de les competicions són de caràcter internacional (com la F1) i d'altres són regionals (Fórmula 3 Euro Series) o nacionals (Fórmula 3 alemanya o Fórmula Ford britànica).
La Fórmula 1 és la categoria més popular, sobretot a Europa, on es corren la majoria de les curses (tot i que n'hi ha a la majoria dels continents). Es disputen al voltant de les 18 proves anualment. Aquesta competició és considerada el Campionat del Món, tant per a pilots com per a constructors. Els equips són generalment divisions dels grans fabricants internacionals, tot i que també es troben constructors independents. Destaquen constructors com Ferrari, Honda, McLaren, Williams, Toyota, Renault, BMW Sauber o Red Bull, que disposen de pressuposats de centenars de milions d'euros per a desenvolupar les últimes tecnologies que els permetin guanyar centèsimes de segon a la pista.

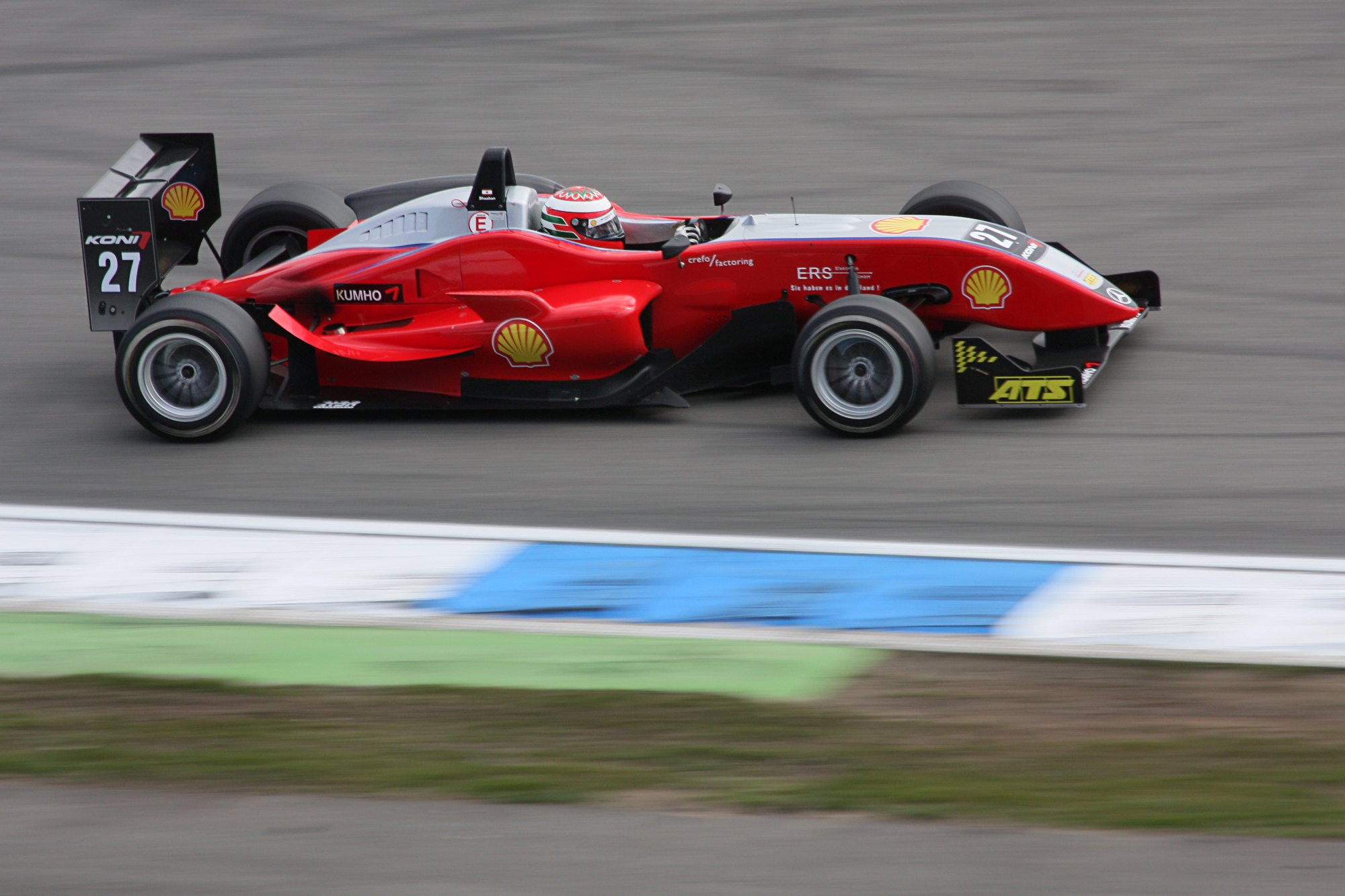
Cotxe de Formula 3 a Hockenheimring, 2008.

Aquest esport està entre els cinc més seguits arreu del món, juntament amb la Copa del Món de futbol, els Jocs Olímpics, la Super Bowl i l'Eurocopa de futbol. La Fórmula 1 és un dels esports més cars del món, amb equips amb pressupostos al voltant dels $400 milions anuals. La Fórmula 1, és amplament considerada el cim de les competicions de motor, i és un dels tres campionats del món premiats anualment per la FIA (els altres dos són el Campionat Mundial de Turismes i el Campionat Mundial de Ral·lis) i el més antic de tots tres. La principal diferència d'aquesta competició amb la resta es basa en el fet que els equips són realment constructors, és a dir, dissenyen i construeixen els seus propis xassís i aquests no poden ser subministrats a altres competidors. Els motors solen ser desenvolupats per les grans marques, i poden ser subministrats a un sol equip o a diversos d'ells.
Als Estats Units la principal competició és el Campionat d'Amèrica d'automobilisme, actualment anomenat IndyCar Series, i anteriorment Champ Car/CART (l'any 2008, la Champ Car fou absorbida per l'IndyCar Series). Els cotxes són similars als de la F1, però menys sofisticats, ja que tenen més restriccions per minimitzar costos. Els equips tenen pressupostos d'uns 30 milions de dòlars nord-americans per any.
Altres competicions internacionals són l'A1 Grand Prix i la GP2 Series (antigament anomenada Fórmula 3000 i Fórmula 2). Pel que fa a les competicions regionals destaquen les següents: Fórmula 3, Fórmula Nippon, Formula V6 Asia, Fórmula Renault, Fórmula Ford i Fórmula BMW. L'any 2008 es creà una competició anomenada Superleague Fórmula on els equips són patrocinats per clubs de futbol.

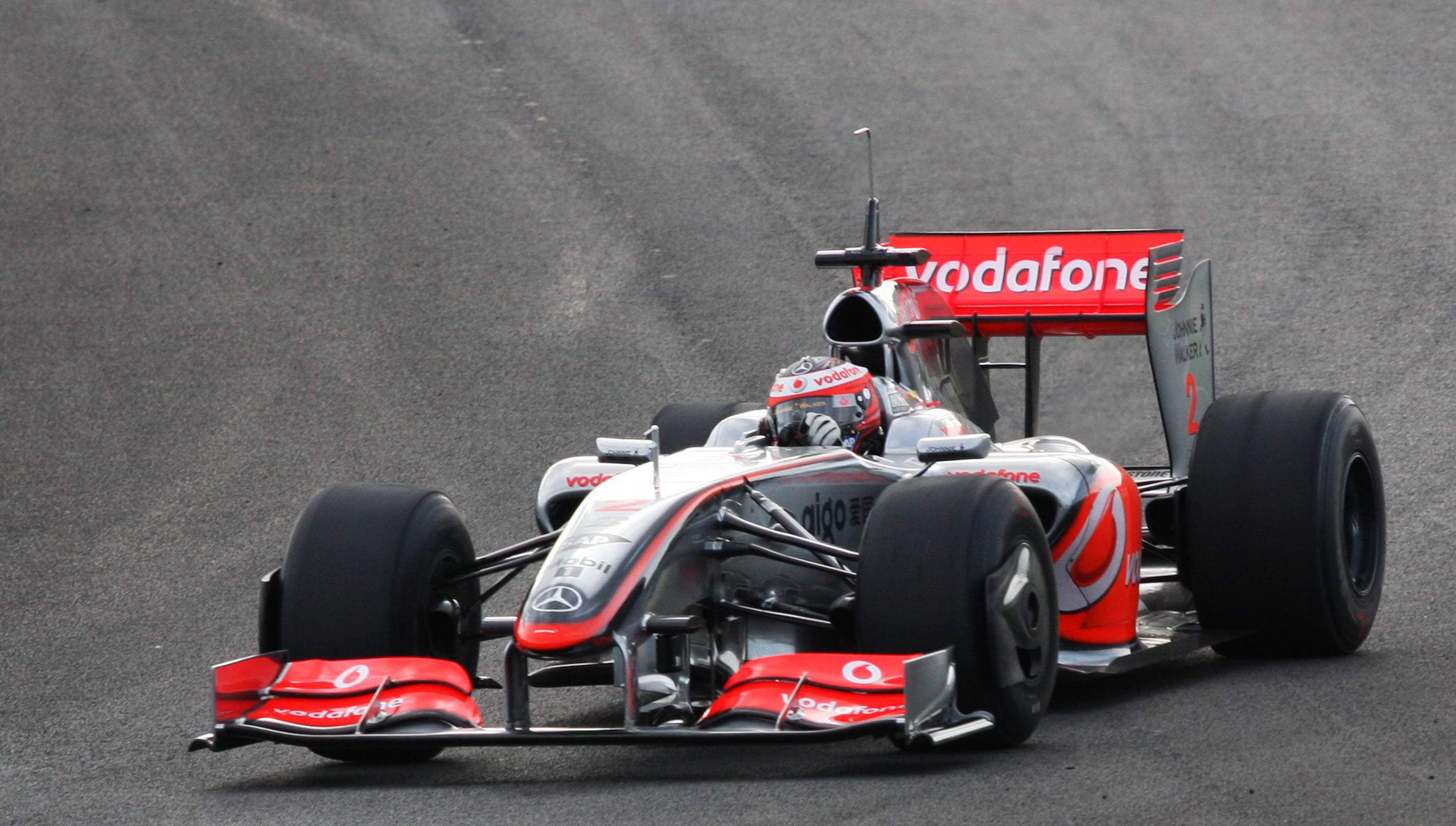
Heikki Kovalainen amb un McLaren.

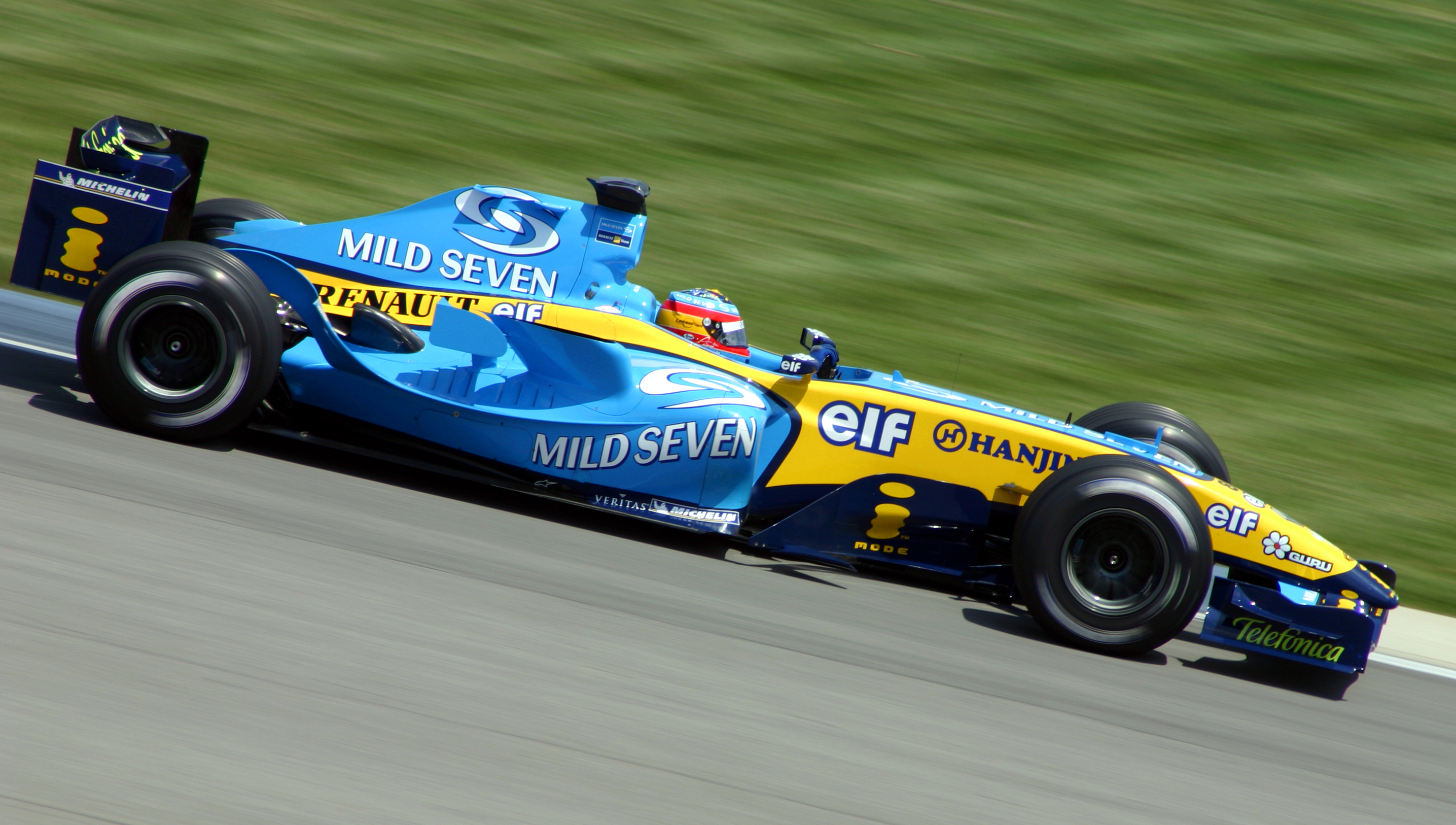
Fernando Alonso amb un Renault.

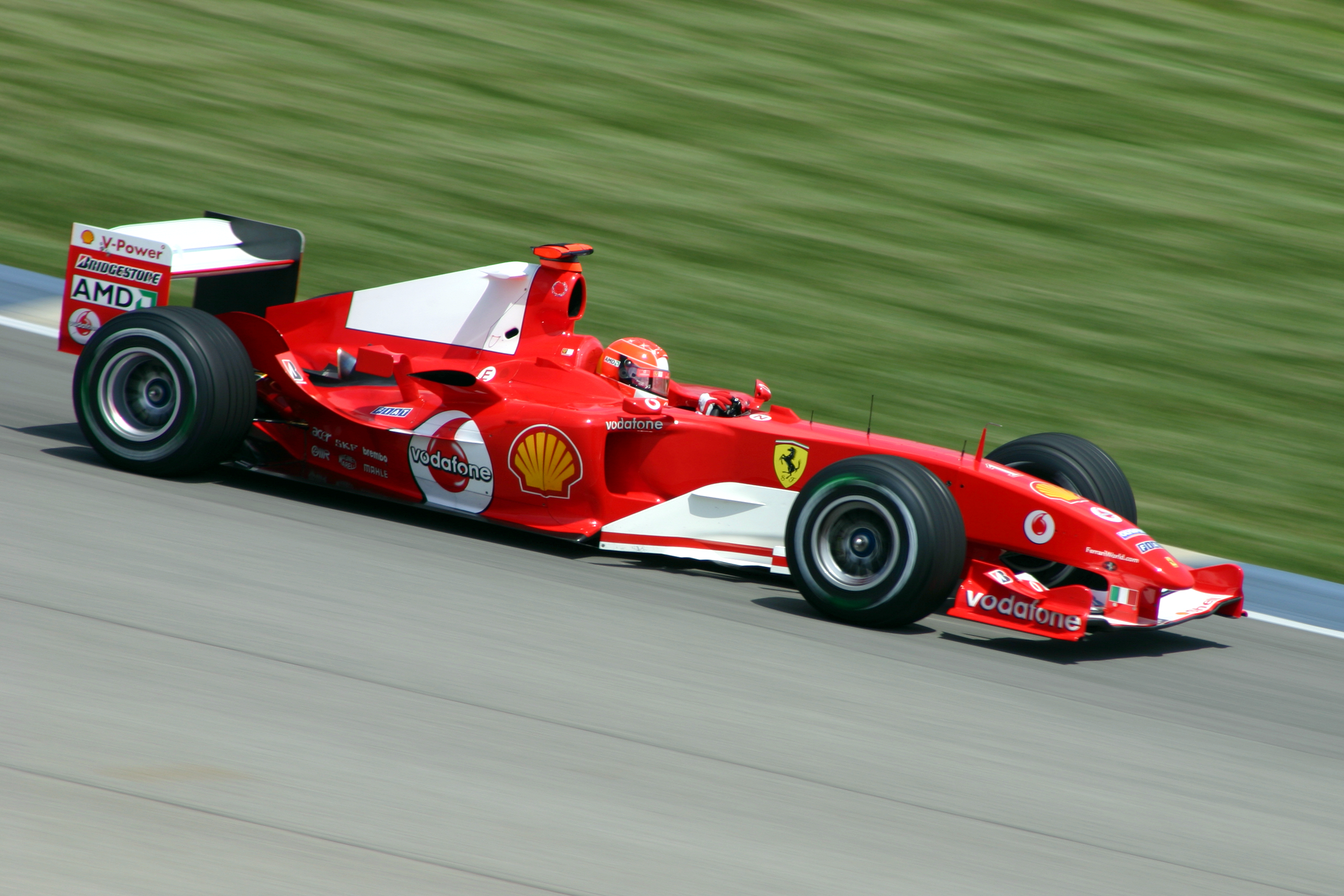
Michael Schumacher amb un Ferrari.

|  |  |  |

### Ral·lis

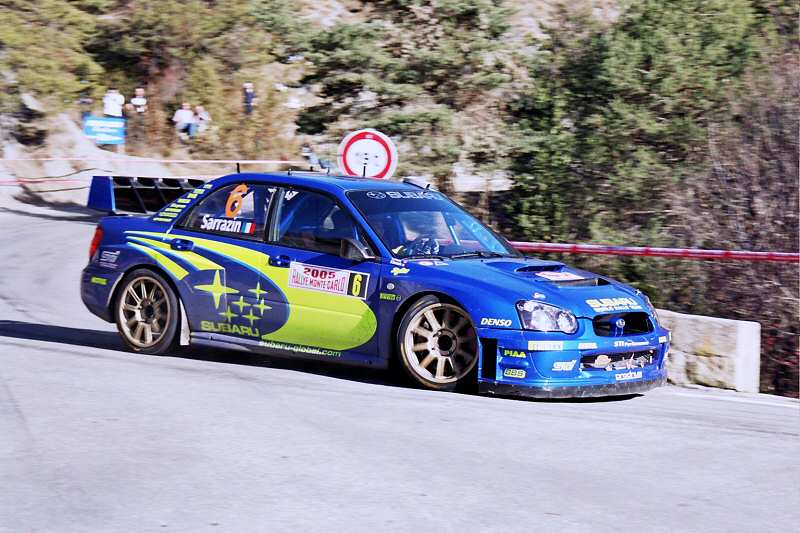
Stephane Sarrazin conduint un Subaru Impreza WRC al Ral·li de Montecarlo.

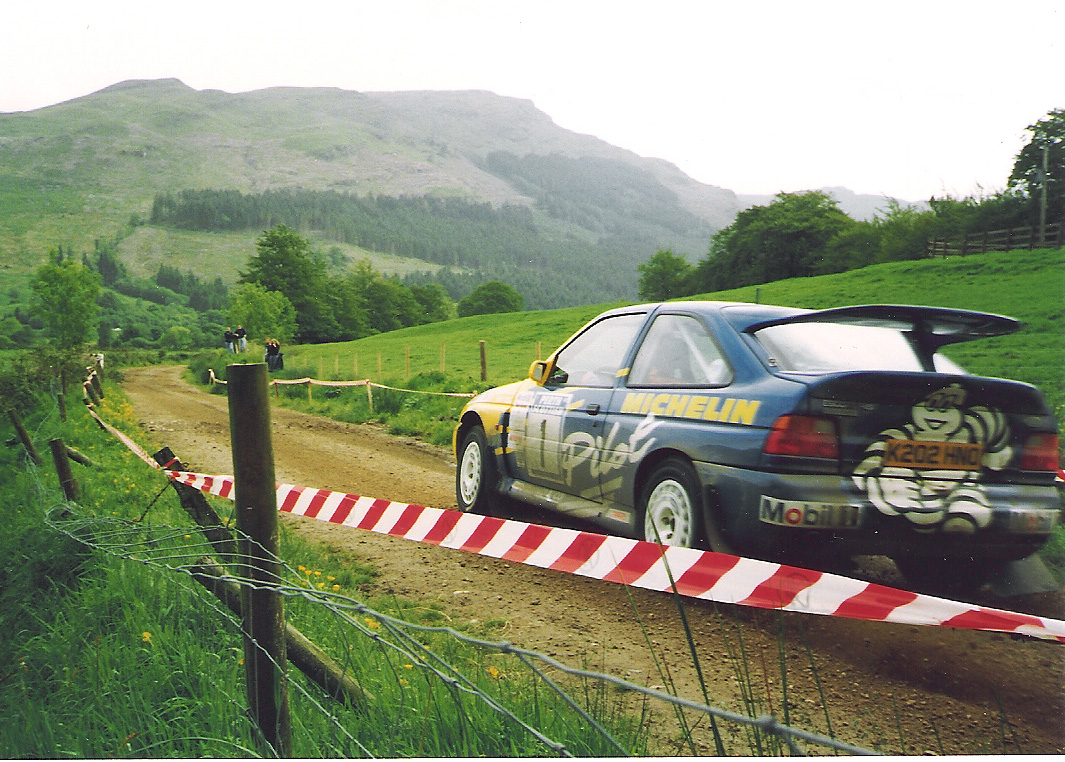
Ford Escort RS Cosworth, conduït per Malcolm Wilson.

Les competicions de ral·lis es disputen en carreteres públiques tancades al trànsit. En elles el participants recorren diversos trams en el menor temps possible. Cada cotxe disputa diverses seccions en un interval de temps determinat de manera que no hi ha contacte visual ni físic entre els diversos participants. Aquestes seccions es divideixen en trams cronometrats i seccions d'enllaç. A l'interior de l'automòbil hi ha el conductor, encarregat de dirigir-lo, i el co-pilot, que s'encarrega d'explicar al pilot les característiques del traçat per on transcorreran mitjançant un sistema de comunicació que duen al casc. La competició es basa en el menor temps total en el total de la cursa i proves especials, incloses les possibles sancions en temps. Les seccions d'enllaç discorren per carreteres obertes al trànsit pel que els pilots han de respectar les normes de trànsit en elles.
Hi ha dues categories, el Grup On participen automòbils basats en cotxes de producció modificats, i el Grup N, on participen cotxes de producció. En funció del tipus terreny on es disputen es parla de ral·lis d'asfalt i de terra.
La principal competició és el Campionat Mundial de Ral·lis, que utilitza automòbils del segment C amb motors de 2,0 litres de cilindrada amb turbocompressor i altament modificats. Les principals marques que competeixen actualment són Citroën, Subaru i Ford, tot i que en el passat també hi van participar marques com Peugeot, Mitsubishi, Toyota Motor Corporation, Audi o Lancia. Els principals ral·lis del calendari són, entre d'altres, el Ral·li Monte-Carlo, Ral·li de Sardenya, Ral·li d'Acròpolis, Ral·li de Finlàndia, Ral·li de Nova Zelanda, Ral·li de Catalunya, Tour de Còrsega, Ral·li de Gal·les.

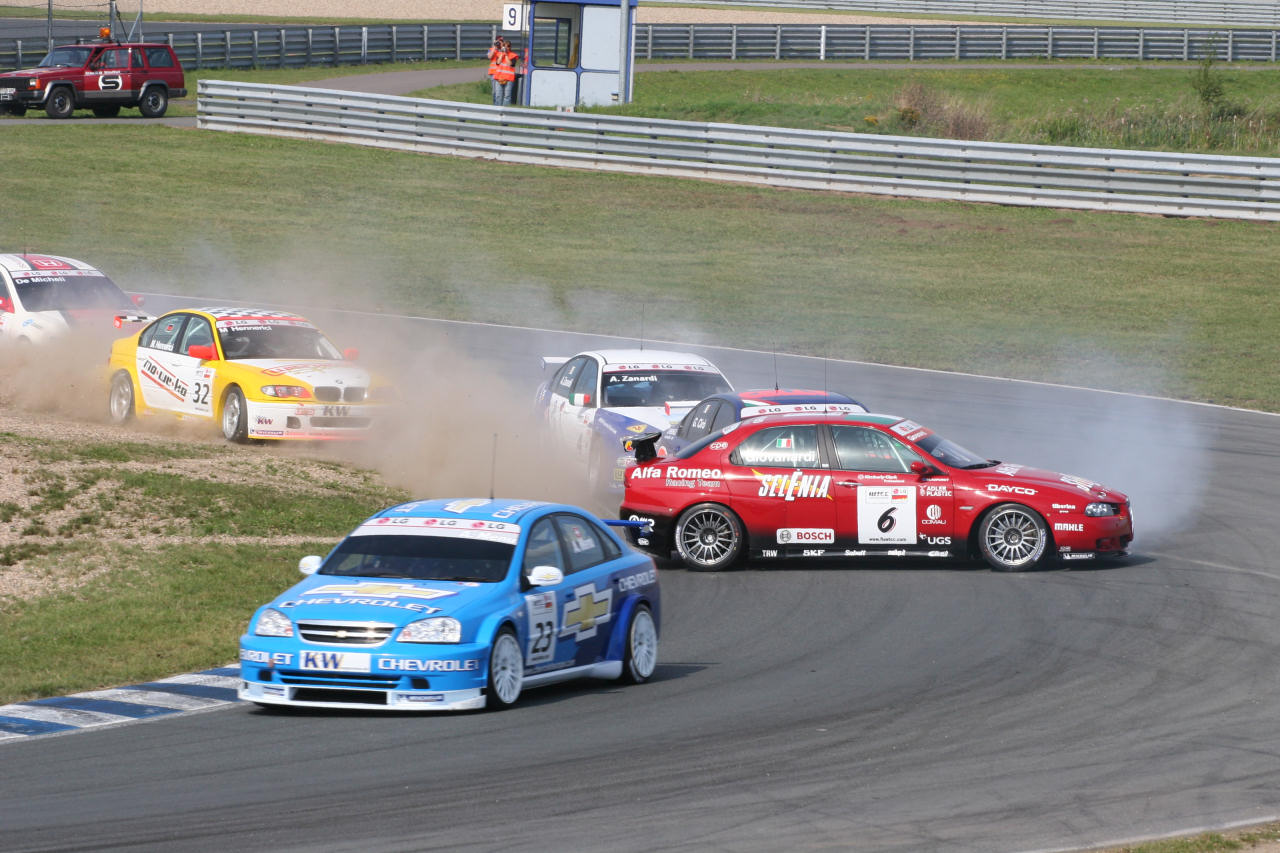
Campionat Mundial de Turismes, circuit d'Oschersleben, 2005.

### Turismes
Aquesta categoria es corre en circuits tancats d'asfalt amb automòbils de producció adaptats per a cotxes de curses, en temes com la seguretat, el motor, frens i suspensions.
L'any 2005 es començà a disputar el Campionat Mundial de Turismes (WTCC), que es corre principalment a Europa, amb proves també a Mèxic, Turquia o la Xina. Algunes marques que hi prenen part són Alfa Romeo, BMW, Chevrolet o Seat. Aquest campionat és continuador del Campionat Europeu de Turismes (ETCC) que es disputà els anys 2001-2004.
Altres campionats destacats són el Deutsche Tourenwagen Masters a Alemanya on participen marques com Opel, Audi i Mercedes-Benz; el V8 Supercars a Austràlia i Nova Zelanda; el British Touring Car Championship al Regne Unit o el Turismo Competición 2000 és a l'Argentina.

### Grans turismes i prototips esportius

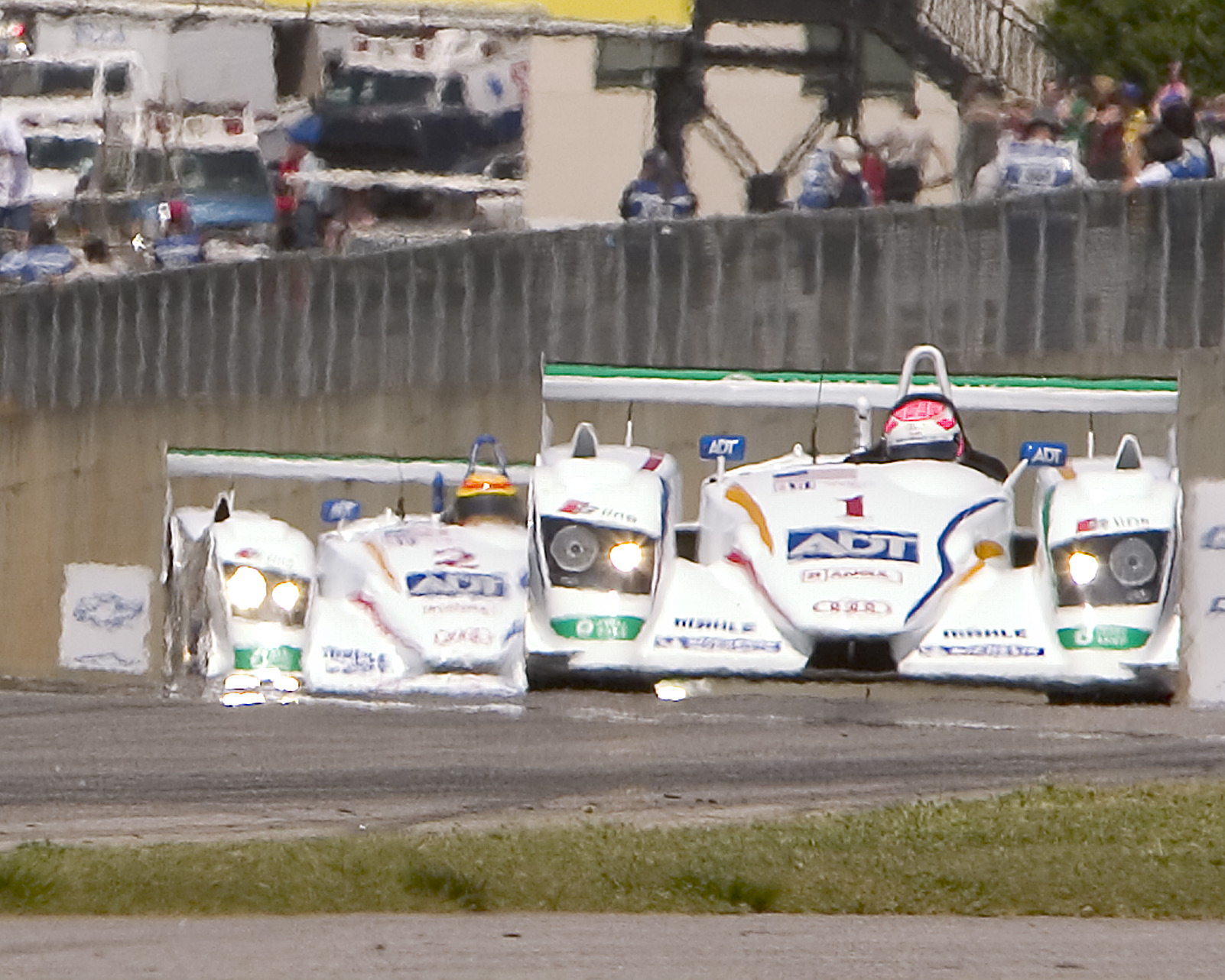
El prototip esportiu Audi R8.

En aquestes curses, versions de producció de cotxes esportius, grans turismes (GT, grand tourer en anglès, gran turismo en italià) o prototips esportius (dissenyats exclusivament per a competició), competeixen en les seves respectives classes en circuits tancats. Solen ser curses llargues on participen equips de dues o tres persones (de vegades més) durant 4, 6, 12 o 24 hores, o en grans distàncies com 500 o 1.000 km. Cada diverses hores es canvia el pilot de l'automòbil.
El Campionat FIA GT és el campionat oficial de la FIA de grans turismes. A Amèrica del Nord es creà el 1999 l'American Le Mans Series. En aquesta competició hi prenen part categories de grans turismes GT1 i GT2, i prototips esportius, LMP1 (Le Mans Prototype 1) i LMP2. Hi participen marques com Audi i Acura/Honda. Altres competicions similars són les Le Mans Series (2004) o les Rolex Sports Car Series (2000).
Curses famoses són les 24 hores de Le Mans, les 24 hores de Spa, les 24 hores de Nürburgring, les 24 hores de Daytona o les 12 hores de Sebring.

### Automòbils stock

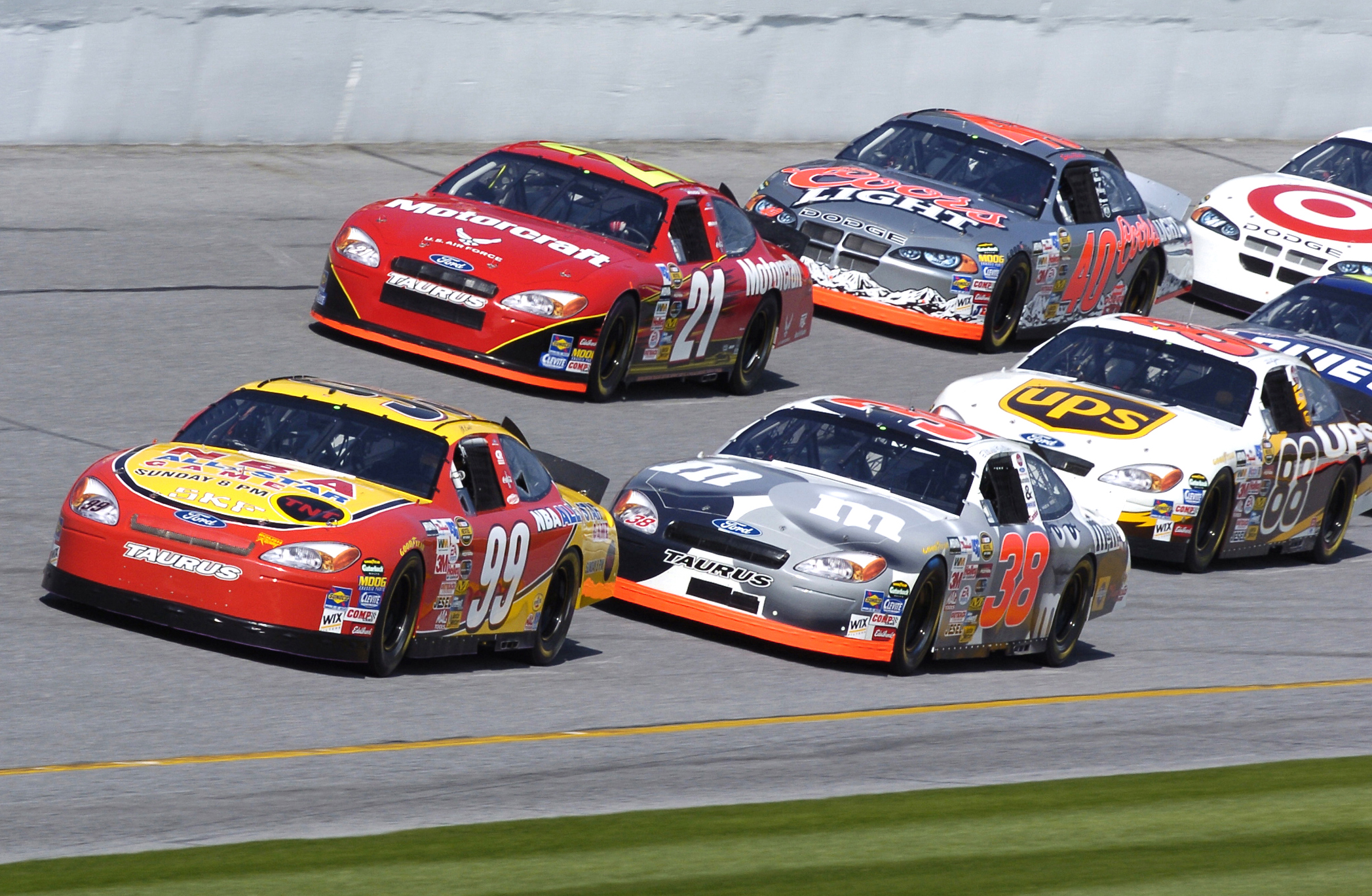
Daytona 500.

Els automòbils stock són vehicles de competició de baix cost. Es diferencien dels GT i els prototips esportius en què s'utilitzen tecnologies més antigues, fet que no impedeix que els vehicles assoleixin velocitats de fins a 300 km/h.
Són les curses automobilístiques més populars als Estats Units.
Normalment es corre en circuits ovals. L'organització més important és la NASCAR, que organitza diverses competicions com les Sprint Cup Series, la més important amb curses com la Daytona 500 o la Brickyard 400, o les Nationwide Series, les Camping World Truck Series, les NASCAR Canadian Tire Series (al Canadà) o les NASCAR Corona Series (a Mèxic). També es disputen curses a Europa, especialment al Regne Unit on es disputa la British Stock car racing, també coneguda com a Short Circuit Racing.

### Dragsters

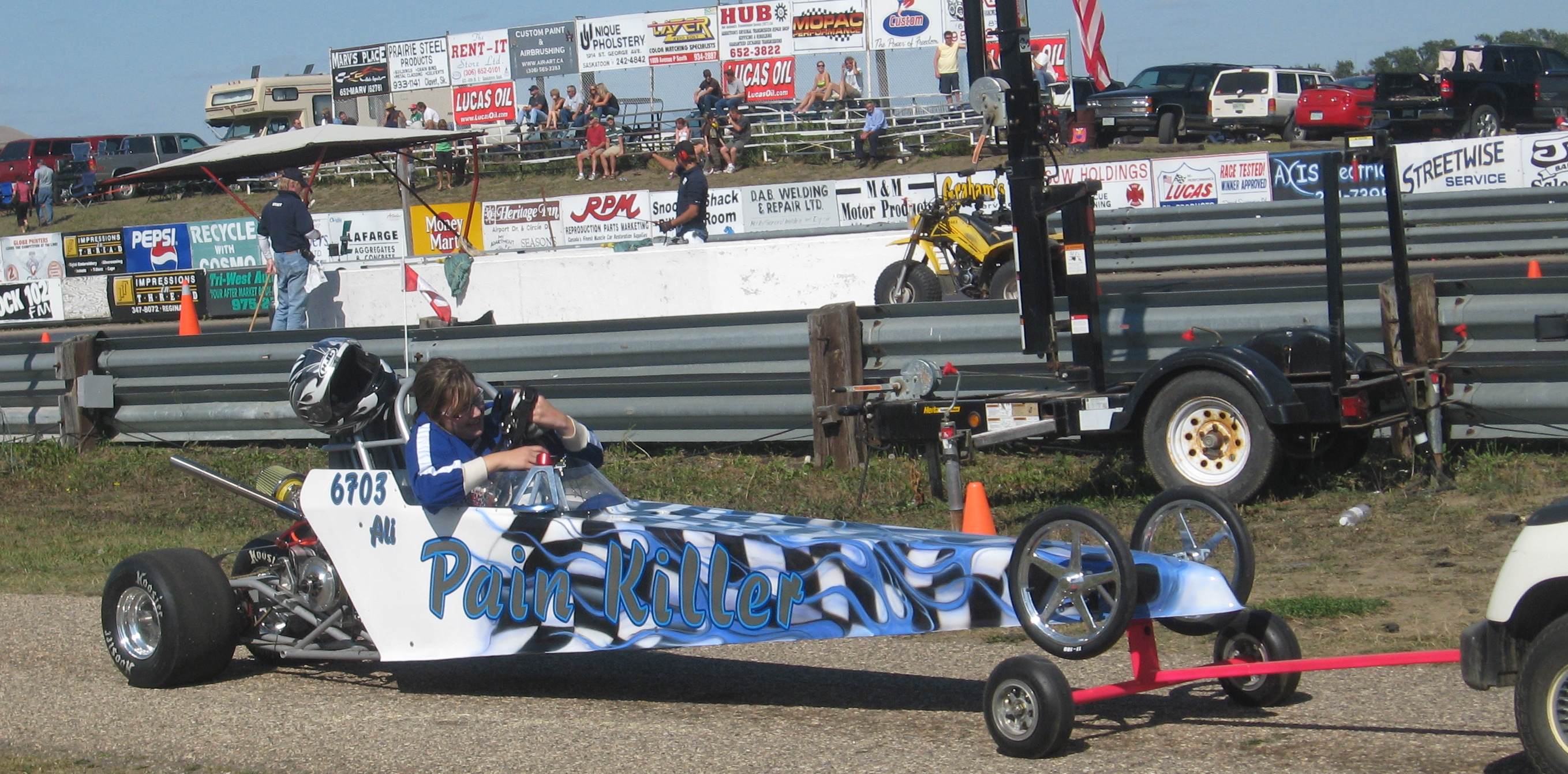
Exemple de dragster.

Les curses de dragsters (drag racing en anglès) són una disciplina d'automobilisme on dos cotxes s'enfronten per arribar primer a l'arribada en una pista en línia recta i de curta durada, generalment d'un quart de milla (402 metres) o un vuitè de milla (201 metres).
Aquestes curses es van fer molt populars, sobretot als Estats Units, a partir dels anys 90. Són curses molt ràpides, de 10 a 15 segons o 5 segons o menys, amb cotxes molt potents, construïts especialment per aquest tipus de competició, amb variants en funció de les diverses classes. Són cotxes amb una gran arrencada que assoleixen velocitats properes als 530 km/h (330 mph). Assoleixen acceleracions de 4,5 g (44 m/s²), i per frenar obren uns paracaigudes que provoquen una desceleració de 4 a 4,5 G.

### Ral·li raid
Un ral·li raid és una competició automobilística, similar al ral·li tradicional, que es disputa en entorns fora de carreteres (camp a través), habitualment zones àrides o desèrtiques, mitjançant vehicles (cotxes, motocicletes o camions) adaptats al medi. Els camins no estan marcats. Els vehicles recorren la distància entre dos punts, alguns trams del qual són cronometrats.
La cursa més famosa d'aquest tipus és el Ral·li Dakar. Altres competicions destacades són la Baja 1000 a Amèrica del Nord, o el Ral·li dels Faraons a Àfrica.

### Ral·licròs
El ral·licròs és una modalitat d'automobilisme que consisteix a disputar curses de velocitat en un circuit mixt de terra i asfalt que consisteix a completar-hi un nombre determinat de voltes en el mínim temps possible.

### Autocròs
L'autocròs és una modalitat d'automobilisme fora de ruta consistent a completar un nombre determinat de voltes per un recorregut circular sobre terreny accidentat de terra. Als Estats Units d'Amèrica la denominació autocross (o Solo II) fa referència a una cursa contra rellotge sobre superfície asfaltada i amb el traçat marcat amb cons.

### Curses de muntanya
Una cursa de muntanya, sovint anomenada ascens o pujada, es disputa en recorreguts curts en un port de muntanya amb pendents elevades. Com en els ral·lis, els cotxes pugen separats un de l'altre amb l'objectiu de fer l'ascensió en el menor temps possible. Un exemple d'aquest tipus de cursa fou la Copa Tibidabo, amb la pujada per l'Avinguda del Tibidabo, celebrada el 24 de maig de 1914.

### Eslàlom
En automobilisme, l'eslàlom (anomenada autocross als Estats Units) és una competició on els participants demostren les seves habilitats esquivant obstacles, generalment cons. Normalment es tracta de competicions d'exhibició, tot i que de vegades també es disputa en format competitiu. L'eslàlom també és un exercici habitual a les escoles de conducció, com a mitjà de millorar el control sobre el vehicle.

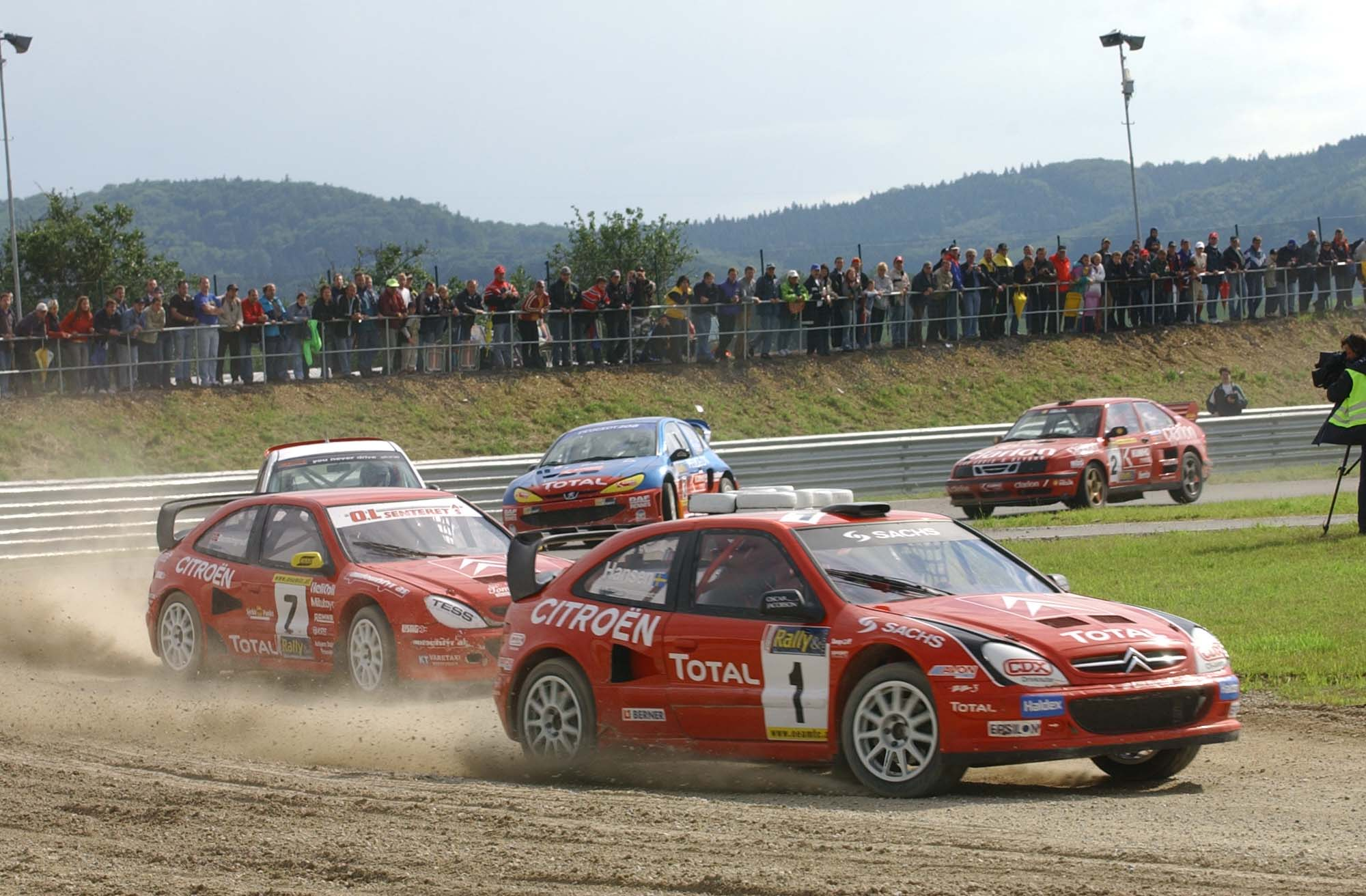
Ral·licròs.

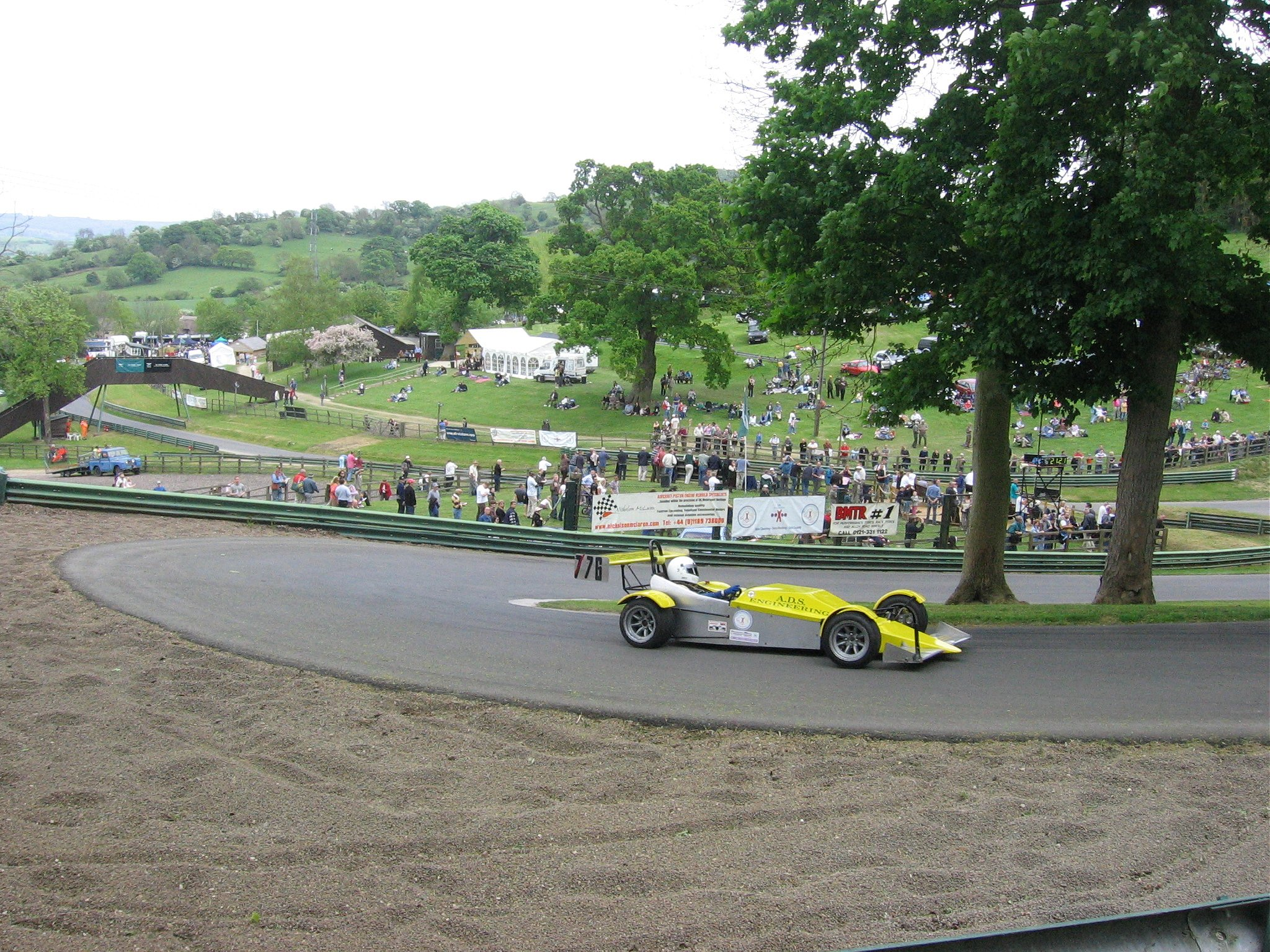
Cursa de muntanya.

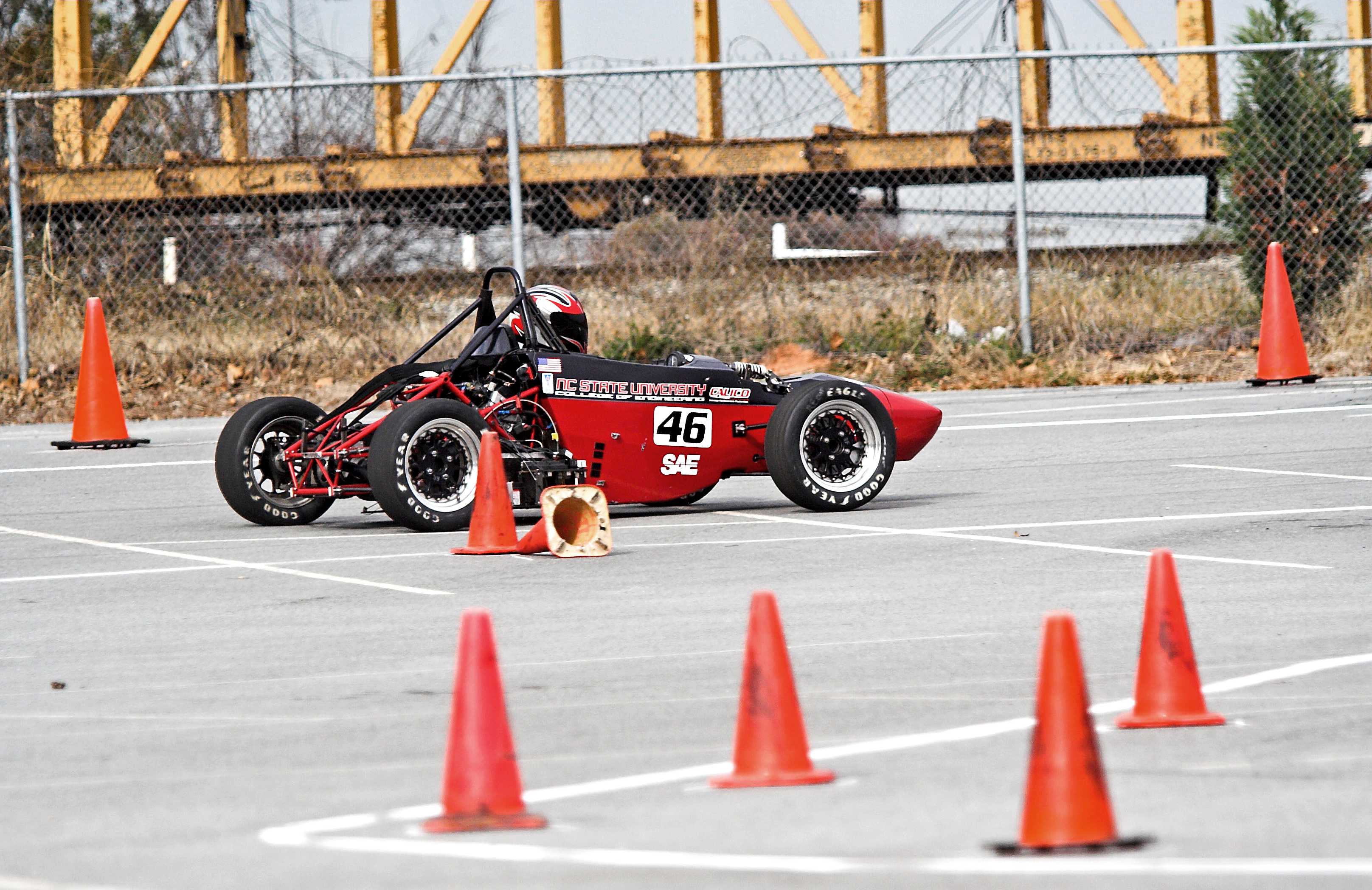
Eslàlom.

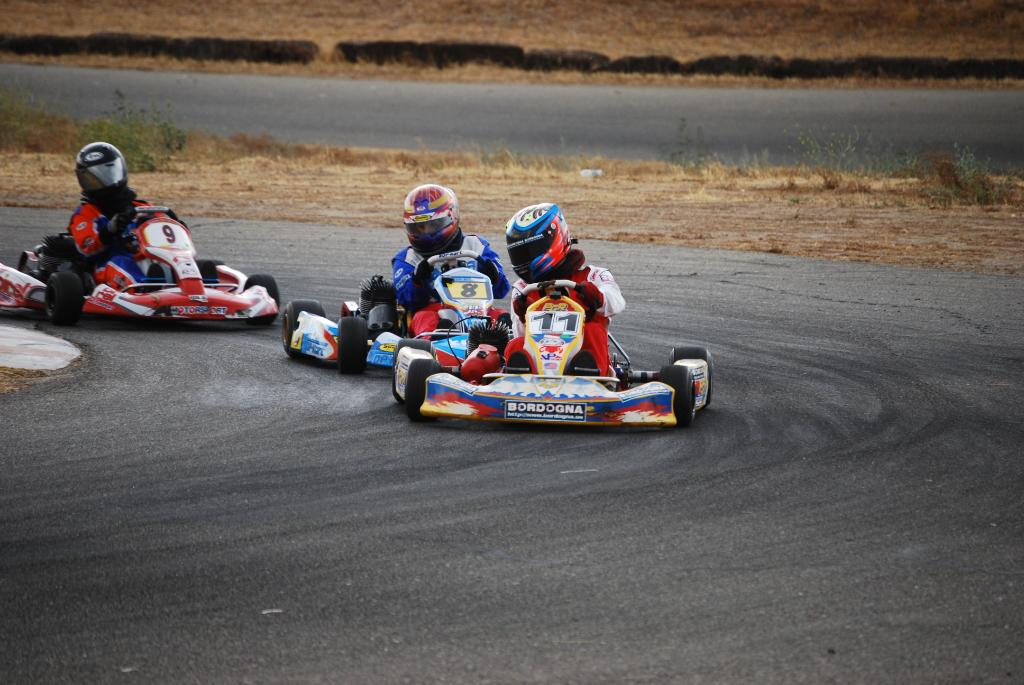
Cursa de karts.

|  |  |  |

### Karting
Les curses de karts, també conegudes com a karting, són competicions disputades per monoplaces petits i baixos que succeeixen en circuits petits, anomenats kartòdroms. Són competicions econòmiques, en el sentit que no cal molta despesa econòmica per poder participar-hi, fet que les fa ideals perquè comencin a competir en el món de l'automobilisme pilots novells. Alguns pilots més tard destacats en la Fórmula 1 com Michael Schumacher o Fernando Alonso havien començat en aquestes competicions. L'absència d'amortidors i la baixa distància fins a terra, combinat amb la lleugeresa del vehicle fa que s'assoleixi una forta sensació de velocitat.

### Derrapades o driftings

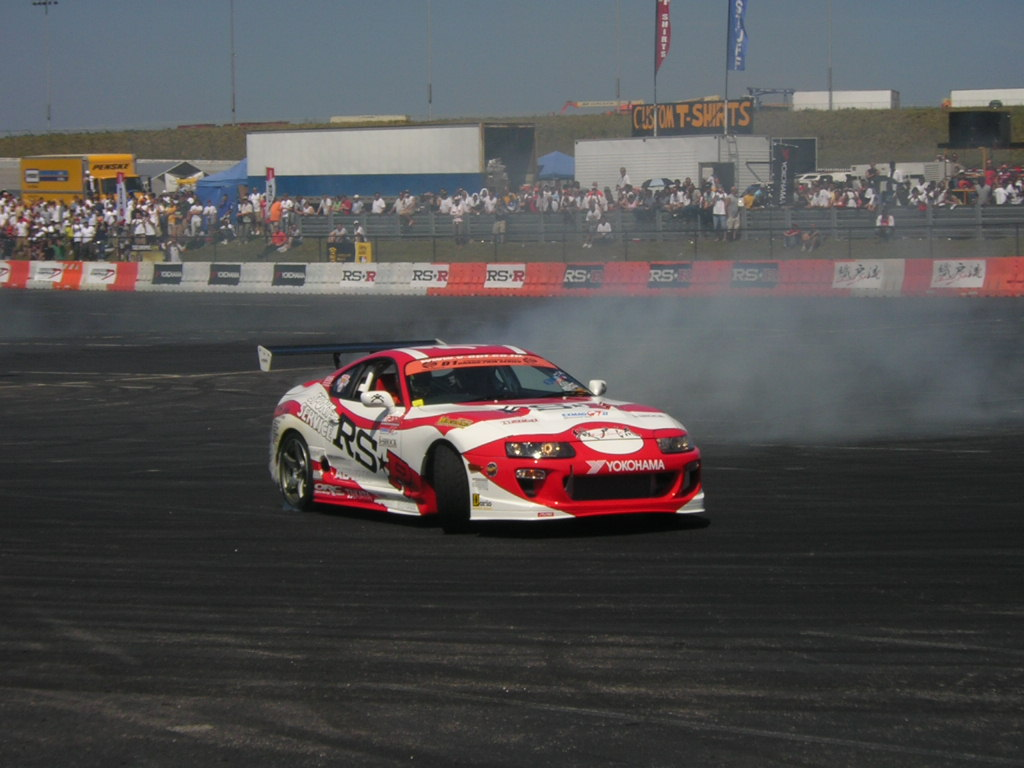
Un Toyota Supra en una exhibició de drift a Atlanta el 2005.

La derrapada, o drift en anglès, és una tècnica de conducció i també un esport basat en aquesta tècnica. El drift consisteix a mantenir una derrapada en entrar a les corba i les rodes davanteres senyalen la direcció oposada de la corba (si es gira el cotxe a l'esquerra, les rodes apuntaran cap a la dreta).
Aquesta modalitat automobilística es va originar al Japó a la dècada dels 60. A mitjans de la dècada dels 70, Keiichi Tsuchiya es va interessar pel drift i va començar a practicar aquesta tècnica. Keiichi Tsuchiya (conegut com a Drift King) es va fer popular al Japó i l'any 1988 juntament amb Daijiro Inada van organitzar un dels primers esdeveniments especials sobre el drift. Oficialment, l'any 1996 el drift es va estendre fora del Japó. Des d'aleshores s'ha fet popular a Nord-amèrica, Austràlia i Europa. Cada vegada s'organitzen més esdeveniments especialment sobre el drift i s'han creat diverses competicions oficials: D-1 Grand Prix (al Japó), Formula-D (als Estats Units) D1UK (al Regne Unit), entre d'altres.

### Curses d'automòbils històrics

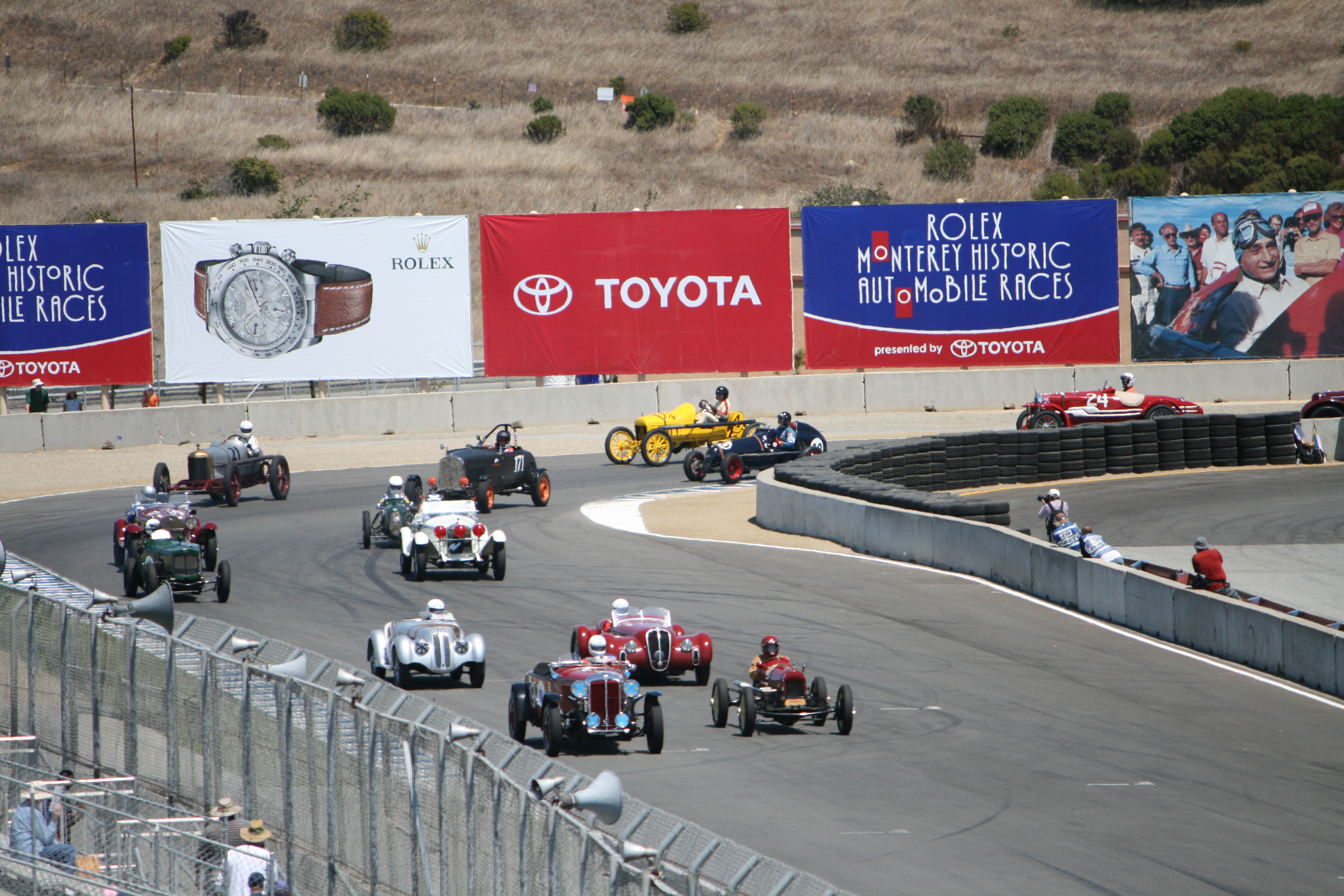
Laguna Seca, Monterey, 2008

Les curses d'automòbils en l'actualitat estan centrades en l'ús de la tecnologia més moderna, així com la presència de molts patrocinadors corporatius i la despesa de grans quantitats de diners. Les curses de cotxes històrics són tot el contrari, ja que és una especialitat més orientada a seguidors dels cotxes antics que es prenen aquestes més com una afecció (un hobby) que no pas una competició.
Algunes de les proves més destacades a nivell mundial d'aquesta disciplina són el Goodwood Festival of Speed i el Goodwood Revival a Gran Bretanya i la Monterey Historic als Estats Units. Alguns campionats són la cursa Austin Seven o la Historic Formula One Championship per clàssics xassís de la Fórmula 1. Als Països Catalans la prova més important d'aquest tipus és el Ral·li Internacional de Cotxes d'Època Barcelona-Sitges, de caràcter amateur i com exhibició.

## Proves més prestigioses
Les proves més prestigioses del món de l'automobilisme són:
| Modalitat           | Prova                     |
| ------------------- | ------------------------- |
| Fórmula 1           | Gran Premi de Mònaco      |
| IndyCar             | 500 milles d'Indianapolis |
| Prototips esportius | 24 hores de Le Mans       |
| Ral·li              | Ral·li de Monte-Carlo     |
| NASCAR              | Daytona 500               |
| Ral·li raid         | Ral·li Dakar              |

## Ús de les banderes
En les competicions de monoplaces, automòbils stock i altres tipus de competicions en circuits s'utilitzen banderes per indicar diferents situacions de la cursa i comunicar instruccions als competidors de la cursa. Les banderes generalment acceptades actualment són:
| Bandera                                 | Mostrada des de la torre de sortida | Mostrada des d'un punt d'observació                                         |
| --------------------------------------- | --- | --------------------------------------------------------------------------- |
| Bandera verda                           | Es reprèn la cursa després d'una aturada, o la carrera procedeix normalment. | Fi de secció perillosa al circuit.                                          |
| Bandera groga                           | Perill a tot el circuit pels ovals. Als altres circuits perill local. Dues banderes grogues vol dir perill a tot el circuit. Acompanyada de 'SC' indica la presència del cotxe de seguretat. No es pot avançar. | Perill local, no es pot avançar.                                            |
| Bandera amb franges grogues i vermelles | Zones relliscoses al circuit. |                                                                             |
| Bandera negra                           | El cotxe del número indicat ha d'aturar-se al box. | Cursa aturada, tots els cotxes han d'anar a la zona de box.                 |
| Bandera amb bola taronja                | El cotxe del número indicat té problemes mecànics. |                                                                             |
| Bandera blanca i negra                  | El cotxe del número indicat ha estat penalitzat per una maniobra incorrecta. |                                                                             |
| Bandera amb creu blanca                 | El cotxe del número indicat ha estat desqualificat o ha d'aturar-se al box. |                                                                             |
| Bandera blava                           | Un cotxe és avisat perquè doni pas a un cotxe que està a punt de doblar-lo. | Un cotxe és avisat perquè doni pas a un cotxe que està a punt de doblar-lo. |
| Bandera blava amb franja groga          | Avís de tràfic ràpid al darrere d'un vehicle. |                                                                             |
| Bandera vermella                        | Cursa aturada. Tots els cotxes han de retornar a la zona de box. |                                                                             |
| Bandera blanca                          | Resta una volta. Vehicle lent al circuit. | Vehicle lent al circuit.                                                    |
| Bandera escaquejada                     | La cursa és finalitzada. |                                                                             |

## Accidents en l'automobilisme
Les altes velocitats assolides per un cotxe d'automobilisme fan que aquest esport sigui altament perillós i els accidents siguin situacions habituals en les curses. Malgrat les cada cop més fortes mesures de seguretat diversos cops s'han produït accidents mortals. L'accident més greu en un circuit es produí l'11 de juny de 1955 al circuit de la Sarthe, proper a Le Mans, durant la celebració de les 24 hores de Le Mans, on va morir el pilot Pierre Levegh i 82 espectadors.